# Paradoxoglanis caudivittatus
Paradoxoglanis caudivittatus es una especie de peces de la familia Malapteruridae en el orden de los Siluriformes.

## Morfología
• Las hembras pueden llegar alcanzar los 12,5 cm de longitud total.
- Número de  vértebras: 38-40.[1]

## Alimentación
Come crustáceos  bentónicos ( gambas) e insectos

## Hábitat
Es un pez de agua dulce.

## Distribución geográfica
Se encuentran en África: cuenca del río Congo en la República Democrática del Congo.